# Коммунистическая партия Греции
Коммунисти́ческая па́ртия Гре́ции (греч. Κομμουνιστικό Κόμμα Ελλάδας, KKE) — коммунистическая партия в Греции, старейшая политическая партия в стране и одна из наиболее ортодоксальных компартий Европы. Основатель и организатор Международной встречи коммунистических и рабочих партий.

## История

### 1918—1941

Основание Социалистической рабочей партии Греции. 1918 г.

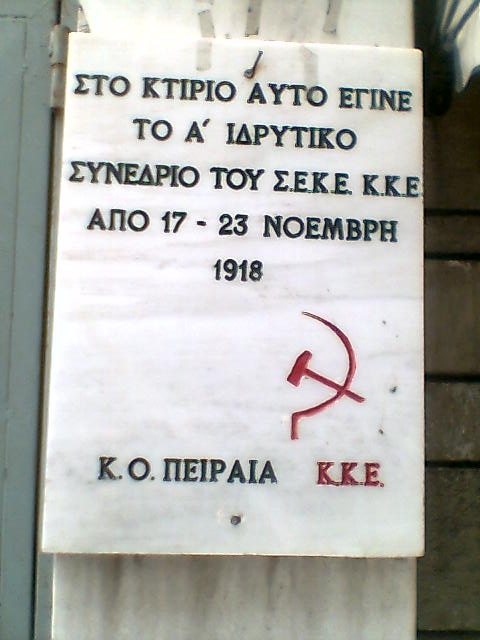
Табличка на здании в Пирее, где с 17 по 23 ноября 1918 года проходил учредительный съезд СРПГ.

Была основана 17 ноября 1918 года в обстановке революционного подъема под влиянием Октябрьской революции в России под названием Социалистической рабочей партии Греции.
2-й съезд СРПГ (апрель 1920) одобрил решение о присоединении к Коминтерну. С 1920 года партия носила название Социалистическая рабочая партия Греции (коммунистическая) (СРПГ(к)), а 3-й чрезвычайный (1924) переименовал партию в КПГ. В 1927 году из партии был исключён сторонник Левой оппозиции Панделис Пулиопулос, бывший первым генеральным секретарём партии под её новым названием. В 1929—1931 КПГ в связи с фракционной борьбой в руководстве пережила внутрипартийный кризис, преодоленный при поддержке Коминтерна (обращение ИККИ к КПГ в ноябре 1931 года). Назначенный новым генсеком КПГ Никос Захариадис был твердым сталинистом.
С установлением в августе 1936 года в Греции правой диктатуры Метаксаса КПГ была объявлена вне закона. Из 17 тысячи коммунистов к началу немецкой оккупации уцелело не более 4 тысяч, причем 2 тысяч человек находились в тюрьмах и концлагерях на островах Эгейского моря.

### 1941—1945
В годы Второй мировой войны КПГ являлась одной из основных сил, боровшихся против иностранных оккупантов.
После немецкого вторжения и оккупации Греции, 28 сентября 1941 года по инициативе компартии был создан Национально-освободительный фронт (ЭАМ). В январе 1942 года была создана регулярная партизанская Народно-освободительная армия (ЭЛАС), начавшая вооружённую борьбу против немецких, итальянских и болгарских оккупантов. В марте 1944 ЭАМ образовал Политический комитет национального освобождения (ПЕЕА). В ходе возглавлявшейся КПГ (численность 435 тыс. членов в октябре 1944) героической антифашистской борьбы греческого народа в стране закладывались основы для установления народно-демократической власти, однако этот процесс был прерван вооруженной интервенцией английских войск в декабре 1944. КПГ попыталась установить контроль над Афинами, но потерпела поражение.

### 1945—1949

Флаг Коммунистической партии Греции, 1940-е годы

Вмешательство английских, а впоследствии американских войск в политические дела Греции вызвали гражданскую войну. В октябре 1946 была создана Демократическая армия Греции, которая повела вооружённую борьбу против официальных властей. В декабре 1947 КПГ была вновь объявлена вне закона, 40 тысяч коммунистов оказались в заключении либо ссылке, десятки тысяч эмигрировали из страны. После поражения в гражданской войне (сентябрь 1949) центр тяжести работы партии был перенесён на организацию экономических и политических выступлений всех слоев трудящихся. В условиях диктата правых и антикоммунистического террора единственной легальной партией левых стала Единая демократическая левая партия, в деятельности которой принимали участие и коммунисты.

### 1950—1991
Прошедший неофициально в СССР VI расширенный пленум ЦК КПГ (март 1956) в духе решений XX съезда КПСС разоблачил отечественный «культ личности» генсека Н. Захариадиса и избрал новое руководство во главе с Апостолосом Грозосом (Временное Бюро ЦК, функционировавшее до февраля 1957).
8-й съезд КПГ (1961) принял новую программу КПГ. После установления 21 апреля 1967 года военной диктатуры «чёрных полковников» КПГ повела борьбу за сплочение всех антидиктаторских сил в единый фронт, за свержение режима. После ликвидации диктатуры в 1974 году КПГ приняла активное участие в демократических процессах Греческой республики. На парламентских выборах 1977 года было избрано 11 депутатов-коммунистов.
Делегации КПГ участвовали в международных Совещаниях коммунистических и рабочих партий (1957, 1960, 1969, Москва). КПГ одобрила принятые на совещаниях документы.
По вопросу введения войск ОВД в Чехословакию в 1968 году коммунисты, находящиеся в подполье, раскололись на просоветскую КПГ и еврокоммунистическую Коммунистическую партию Греции (внутреннюю).
В 1974 году впервые после 27 лет нелегального распространения была разрешена и появилась в открытой продаже газета «Ризоспастис» («Радикал») — официальный орган ЦК Компартии Греции.
В 1988 году КПГ, партия «Греческие левые», образовавшаяся после раскола Коммунистической партии Греции (внутренней) в 1986 году, а также некоторые другие социалистические организации сформировали Коалицию левых и экологических движений («Синаспизмос»). На парламентских выборах в июне 1989 года «Синаспизмос» получила 13,1 % (на выборах в Европарламент — рекордные для левой коалиции 14,3 %, или 936 175 голосов) и согласилась участвовать в правительственной коалиции с консервативной партией «Новая демократия».

### После 1991
Этот союз с правыми, а также распад СССР, вызвали брожение в среде КПГ, и партия подверглась расколу в 1991 году: сталинистское большинство в КПГ обвинило своих оппонентов внутри партии в «ревизионизме» и стремлении «растворить партию в Синаспизмос», после чего исключило противников «жёсткой линии» из партии (включая 45 % членов ЦК и генерального секретаря Григориоса Фаракоса) и покинуло электоральную коалицию Синаспизмос, преобразованную в единую партию. Впоследствии Синаспизмос стал ядром Коалиции радикальных левых, которую КПГ активно критикует. 
В течение 1993—1999 годов партия удерживала место третьей по политическому влиянию партии Греческой республики. На муниципальных выборах 1998 г. КПГ получила 7,5 % голосов.

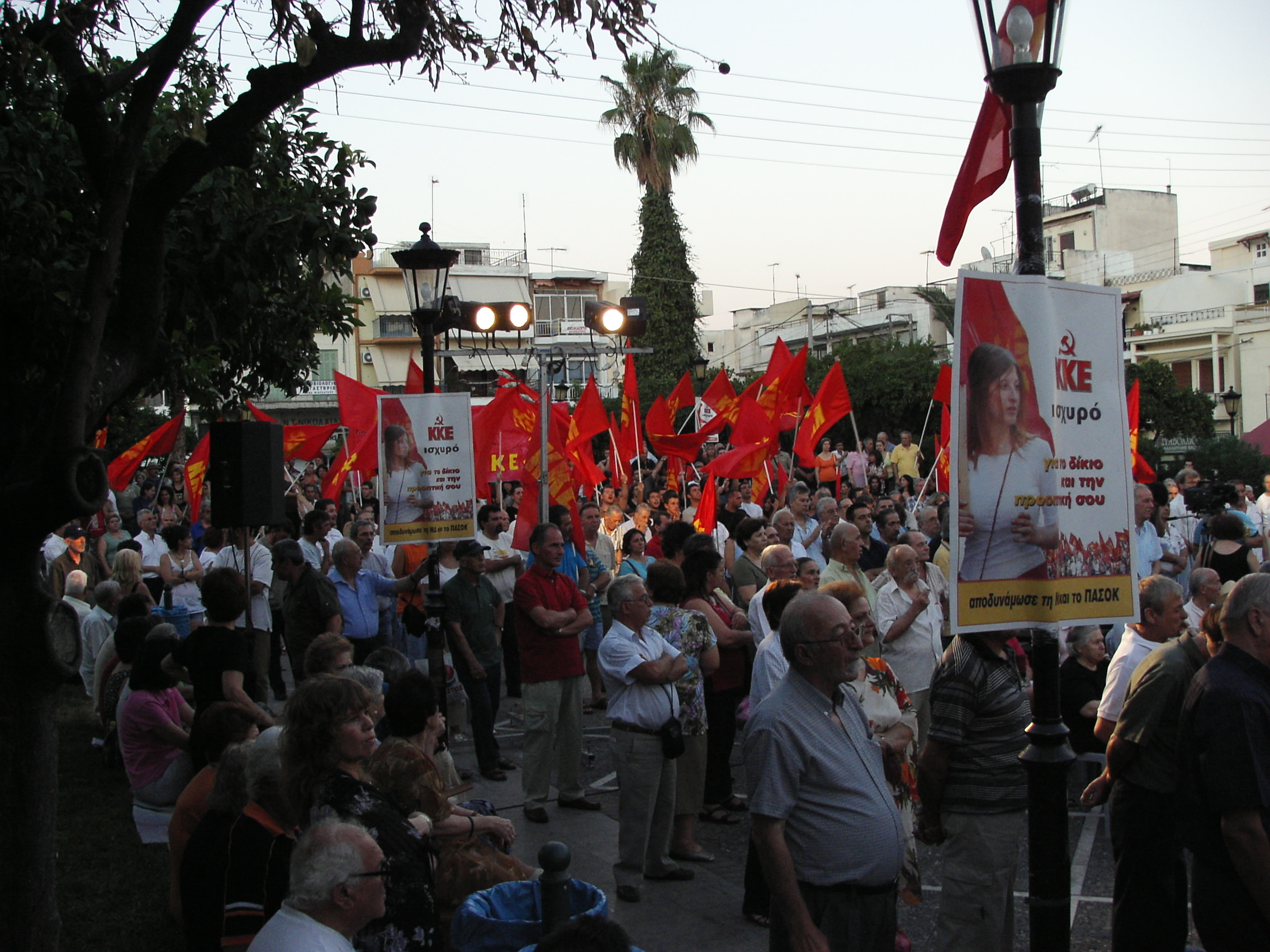
Митинг КПГ. 17 июля 2007 г.

На 15-м съезде КПГ (22-26 мая 1996 года) была принята новая Программа партии, которая определяет характер революции в Греции как социалистический и упраздняет прошлое понимание стадий к социализму. Очередной задачей объявляется формирование всенародного социально-политического антиимпериалистического антимонополистического демократического Фронта борьбы, в основе которого будет противоречие и разрыв с интересами монополий, борьба против империалистического господства, за социализм. С этого времени добавления и поправки в партийную программу не вносились.
КПГ поддержала молодёжные акции протеста в декабре 2008 года, начавшиеся после убийства полицией 15-летнего анархиста Александроса Григоропулоса, но осудила участвовавшую в протестах Коалицию радикальных левых за «покрывание» «людей в масках». Более того, генсек КПГ Алека Папарига заявила, что при настоящем восстании ни одно стекло «не будет разбито».

Логотип к 100-летию образования Коммунистической партии Греции

Партия имеет свои теле- и радиостанции.
Под политическим руководством КПГ действует Коммунистическая молодёжь Греции (KNE) — самая организованная политическая организация молодёжи страны, имеющая сильные позиции в рабочей, студенческой и учащейся молодёжи.
Согласно Я. Завацкой (2025), КПГ считается самой крупной и влиятельной из компартий Европы.

## Организационное строение
Устав КПГ строится по принципу демократического централизма. Организации партии формируются по производственно-территориальному принципу. Первичные организации создаются на промышленных и других предприятиях, в отраслях производства и сфере услуг, по месту жительства.
Основные организационные уровни партии: Первичная партийная организация, Районный комитет, Окружной комитет, Областной комитет, Центральный Комитет.
Высший орган — Съезд партии, который избирает Центральный комитет (ЦК) и Центральный комитет экономического контроля (ЦКЭК). Между съездами работой партии руководит ЦК. Центральный комитет (75 членов) избирает Генерального секретаря, Политбюро и Секретариат. Политбюро руководит работой партии в период между пленумами ЦК на основе решений ЦК, а Секретариат занимается руководством организаций, контролем за выполнением решений и рассматривает текущие практические вопросы ЦК и Политбюро. Количество членов Политбюро и Секретариата определяется Центральным комитетом. В настоящее время в Политбюро 12 членов.

## Политика
По мнению КПГ (2013), «отрицательным процессом, который толкает назад коммунистическое движение, являются связи с социал-демократией, поддержка или участие в буржуазных правительствах».
Партия периодически выступает против участия Греции в НАТО.

### В отношениивторжения России на Украину
В отличие от многих других коммунистических партий мира, которые поддержали либо Россию, либо Украину, КПГ осудила обе стороны конфликта, возложив ответственность за начало войны как на украинские власти и НАТО, так и на РФ. Российское вторжение было характеризовано греческими коммунистами как «империалистическая война». Руководство партии осудило признание Россией независимости ДНР и ЛНР, призвав народы стран ЕС и России «бороться с пропагандой буржуазных сил, толкающих народы в мясорубку империалистической войны под различными псевдопредлогами». При этом КПГ призвала прекратить поставки Украине оружия и снять антироссийские санкции. Оба евродепутата от КПГ проголосовали «против» резолюции Европарламента, осуждающей Россию.
КПГ также осудила позицию КПРФ, обвинив её в «солидарности с Путиным и «Единой Россией» и «полном замалчивании истинных причин войны». Международный отдел ЦК КПРФ в своём комментарии не согласился с позицией КПГ, представив конфликт как «борьбу с неофашизмом и гегемонией США».

## Участие ввыборах

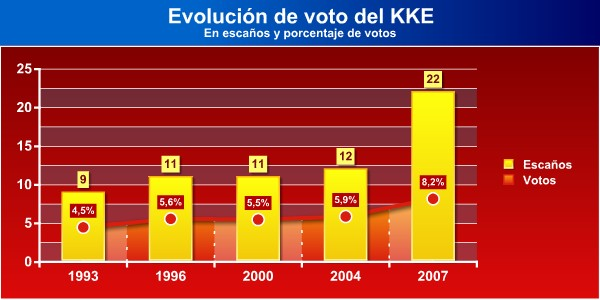
Достижения КПГ на выборах

На местных выборах 2006 года КПГ выдвинула свои избирательные списки по всем 54 губерниям, а также по крупным муниципалитетам, в которых проживало 80 % населения страны. КПГ избирала 64 депутата в губернаторские советы страны (в 2002 г. их было 48), сотни муниципальных советников и 15 мэров.
На последних выборах в парламент Европейского союза (ЕС) в июне 2009 года КПГ получила 428 283 голосов (8,35 %) и избрала 2 депутатов в Европарламент.
На парламентских выборах, состоявшихся 4 октября 2009 года, КПГ получила 516 147 голосов избирателей (7,54 %), 21 депутат избран в национальный парламент.
На местных выборах 2010 года наблюдался существенный рост количества голосов, поданных за КПГ — до 10,85 %. В Аттике и на Северных Эгейских островах этот показатель достиг 14,45 % и 15,74 % соответственно.
На досрочных парламентских выборах 6 мая 2012 года КПГ несколько улучшила свой результат, получив 536 072 голоса (8,5 % принявших участие в выборах и около 18 тыс. дополнительных голосов) и 26 мест в парламенте. Однако, учитывая фактический крах двухпартийной системы в Греции и сильную радикализацию голосующих, это трудно назвать успехом. КПГ утверждает, что на неё был оказан беспрецедентный нажим как справа, так и «слева», сопровождающийся «оголтелой очернительской» компанией в СМИ без возможности широковещательного опровержения со стороны коммунистов.
На внеочередных выборах 17 июня 2012 года результат КПГ ухудшился почти в два раза — лишь 277 122 (4,50 %) и 12 мест в парламенте.
«КПГ чётко и аргументировано отказалась от участия в буржуазном правительстве, которое предлагал новый оппортунистический полюс, сотрудничающий с большой частью партии ПАСОК. Это предложение было сделано для того, чтобы оказать политическое давление на КПГ, а главное, чтобы украсть голоса сторонников КПГ. Оно не было основано на количественных возможностях, поскольку не набиралось достаточное количество депутатов для формирования правительства. Как мы уже подчеркнули, мы не отказались из за недостатка депутатских мест. Однако этот факт доказывает, что предложение было демагогическим с расчётом нанести удар по стратегии КПГ», — отмечала Алека Папарига в октябре 2012 года.
КПГ имеет также одного представителя в парламентской ассамблее Совета Европы.

## Съезды
- 1-й съезд — ноябрь 1918 г., Пирей
- 2-й съезд — апрель 1920 г., Афины
- Внеочередной предвыборный съезд — сентябрь 1920 г., Афины
- Чрезвычайный съезд — октябрь 1922 г., Афины
- Внеочередной предвыборный съезд — сентябрь 1923 г., Афины
- 3-й (внеочередной) съезд — 26 ноября — 3 декабря 1924 г., Афины
- 3-й (обычный) съезд — март 1927 г., Афины
- 4-й съезд — декабрь 1928 г., Афины
- 5-й съезд — март 1934 г., Афины
- 6-й съезд — декабрь 1935 г., Афины
- 7-й съезд — октябрь 1945 г., Афины
- 8-й съезд — август 1961 г. (нелегально)
- 9-й съезд — декабрь 1973 г. (нелегально)
- 10-й съезд — май 1978 г.
- 11-й съезд — декабрь 1982 г., Афины
- 12-й съезд — май 1987 г.
- 13-й съезд — 19-24 февраля 1991 г., Афины
- 14-й съезд — 18-21 декабря 1991 г., Афины
- 15-й съезд — 22-26 мая 1996 г., Афины
- 16-й съезд — 14-17 декабря 2000 г., Афины
- 17-й съезд — 9-12 февраля 2005 г., Афины
- 18-й съезд — 18-22 февраля 2009 г., Афины
- 19-й съезд — 11-14 апреля 2013 г., Афины
- 20-й съезд — 30 марта—2 апреля 2017 г., Афины
- 21-й съезд — 24-27 июня 2021 г., Афины

## Генеральные (1-е) секретари
- СРПГ и СРПГ(к)
  - Никос Димитратос (греч. Νίκος Δημητράτος) (1918—1922)
  - Янис Кордатос (февраль — ноябрь 1922)
  - Никос Саргологос (греч. Νίκος Σαργολόγος) (ноябрь 1922 — сентябрь 1923)
  - Томас Апостолидис (греч. Θωμάς Αποστολίδης) (1923 — декабрь 1924; ведущий член Секретариата, совместно с Янисом Кордатосом и Серафимом Максимо)
- КПГ
  - Панделис Пулиопулос (1924 — сентябрь 1925)
  - Лефтерис Ставридис[греч.] (1925—1926; временный)
  - Пастиас Яцопулос[греч.] (сентябрь 1926—1927; временный)
  - Андрей Сифнеос (март 1927—1931)
  - Никос Захариадис (ноябрь 1931—1941)
  - Андреас Чипас (июль — сентябрь 1941)
  - Йоргис Сиантос (1942—1945)
  - Никос Захариадис (1945—1956)
  - Апостолос Грозос (1956—1957; глава коллективного руководства)
  - Костас Колияннис (1957 — декабрь 1972)
  - Харилаос Флоракис (декабрь 1972 — июль 1989)
  - Григориос Фаракос (июль 1989 — февраль 1991)
  - Алека Папарига (с февраля 1991 — апрель 2013)
  - Димитрис Куцумбас (с апреля 2013)